# Račice-Pístovice
Račice-Pístovice é uma comuna checa localizada na região de Morávia do Sul, distrito de Vyškov.